# Абада, Лиэль
Лиэль Абада (ивр. ליאל עבדה‎; род. 3 октября 2001, Петах-Тиква, Центральный округ) — израильский футболист, нападающий американского клуба «Шарлотт» и национальной сборной Израиля.

## Ранние годы
Родился в израильском городе Петах-Тиква в семье восточных евреев. Выступал за молодёжные команды местных футбольных клубов «Хапоэль» и «Маккаби».

## Клубная карьера
В основном составе клуба «Маккаби (Петах-Тиква)» Абада дебютировал 15 января 2019 года в матче Кубка Израиля против клуба «Акоах Амидар Рамат-Ган». 9 сентября 2019 года забил свой первый гол за клуб в матче Лиги Леумит против «Бней Сахнин».
16 июля 2021 года перешёл в «Селтик», подписав с шотландским клубом пятилетний контракт. 31 июля 2021 года в матче против «Харт оф Мидлотиан» дебютировал в шотландском Премьершипе. 21 августа в поединке против «Сент-Миррен» забил два дебютных гола за шотландский клуб.
7 марта 2024 года Абада перешёл в клуб MLS «Шарлотт», в качестве молодого назначенного игрока подписав контракт до конца сезона 2026 с опцией продления на сезон 2027. По сведениям шотландской прессы, стоимость трансфера составила 8 млн фунтов стерлингов (около 10,4 млн долларов). За «Шарлотт» он дебютировал 30 марта 2024 года в матче против «Цинциннати», выйдя на замену во втором тайме.

## Карьера в сборной
Выступал за сборные Израиля до 16, до 17, до 18, до 19 лет и до 21 года.
В марте 2021 года получил первый вызов в главную сборную Израиля на предстоящие матчи отборочного турнира к чемпионату мира.

## Достижения
«Маккаби» (Петах-Тиква)
- Чемпион Лиги Леумит: 2019/20
- Финалист Кубка Израиля: 2019/20

«Селтик»
- Чемпион Шотландии: 2021/22
- Обладатель Кубка шотландской лиги: 2021/22